# Ochodaeus integriceps
Ochodaeus integriceps is een keversoort uit de familie Ochodaeidae. De wetenschappelijke naam van de soort is voor het eerst geldig gepubliceerd in 1891 door Semenov-Tian-Shanskii.